# Антоній Бенедикт Любомирський
Антоній Бенедикт Любомирський (пол. Antoni Benedykt Lubomirski, 18 травня 1718 — 25 липня 1761) — державний і військовий діяч, урядник Королівства Польського в Речі Посполиті.

## Життєпис
Походив з польського магнатського роду Любомирських, її яновецької гілки роду гербу Шренява без хреста. Старший син Єжи Домініка Любомирського, краківського воєводи, та Магдалени Тарло. Народився 1718 року. Здобув гарну освіту. 1727 року стає власником староства барського. 1728 року йому надано казімєзьке староство.
У 1733 році обирається від Подольського воєводства на елекційний сейм, де долучився до французької партії і підтримав кандидатуру Станіслава Лещинського. 1734 року стає членом Дзіковської конфедерації на посаді консуляра (радника) й представника Подільского воєводства. Втім після поразки прихильників Лещинського перейшов на бік Августа Саксонського. Отримав чин генерал-майора коронних військ. У 1736 році обирається від Брацлавського воєводства на вальний сейм. 1737 року отримав баварський орден Святого Губерта. Того ж року одружився з представницею впливового шляхетського роду Ожаровських. У 1738 році на новому сеймі став вимагати виведення російських військ з території Речі Посполитої.
У 1740 році знову обирається на сейм від Брацлавського воєводства. 1742 року отримав російські ордена Святого Олександра Невського і Андрія Первозванного. 1744 році виступив за збільшення кількості коронних військ з огляду на зовнішні загрози. 1745 року Любомирському надано саксонський Військовий орден Святого Генріха. У 1746 році на черговому сеймі обирається його маршалком. 1748 році обирається від Черської землі на вальний сейм, де виступав за проведення військових і економічних реформ, скасування liberum veto.
У 1753 році стає генерал-лейтенантом коронних військ. 1754 року призначається мечником великим коронним. 1757 року нагороджено Орденом Білого Орла. Помер у 1761 році.

## Родина
Дружина — Анна Софія Ожаровська.
Діти:
- Єжи Марцін (1738—1811), генерал-майор коронних військ
- Магдалена Агнешка (1739—1780), дружина: 1) Юзеф Любомирський, підстолій великий литовський; 2) Олександра Михаїла Сапеги, великого канцлера литовського